# 한문 (일본)
간분(일본어: 漢文(かんぶん), 영어: kanbun) 또는 일본 한문은 일본화한 한문이다. 여러 가지 구독점과 보조 부호를 사용하여 한문을 일본어로 번역하여 읽는다. 이것을 読み下し 요미쿠다시[*]라고 하며, 일본 국어 교과에 포함되어 있다. 석독구결과 닮았다. 이들은 한국 한문의 현토나 한글토와 비슷한 역할을 한다. 고분 (古文)은 이에 대하여 '고 일본어'를 가리킨다. 칸분은 메이지 이전 지식층의 교양 중 하나였고, 칸분의 요미쿠다시(한문 훈독체)는 근대 문어체에도 그대로 영향을 미쳤다. 글로 쓰인 한문을 음독하는 경우는 불교의 불경을 낭송하는 정도로 매우 드물었다.

## 역사
고지키 및 니혼쇼키의 기록에 따르면 오진 천황 16년(서기 370년 정도)에 백제의 왕인이 일본의 요청에 따라 논어와 천자문을 들여온 것이 한문 전래에 관한 가장 오래된 기록이다. 전래 당시에는 중국어 음에 맞춰 음독했던 일본인들은 훈독을 발명하면서 점차 한문을 일본어 어순에 맞춰 읽는 방법을 궁리하게 되었다. 한국어와 문법 구조가 비슷한 일본어에는 여러 가지 조사나 문법적 어미를 보충하여 읽을 필요가 있었는데, 이러한 어미 표시 방법 중 대표적인 것이 오코토텐(ヲコト点)과 가에리텐(일본어: 返り点)이다. 현재 사용되고 있는 것은 가에리텐이다.

### 오코토텐(ヲコト点)

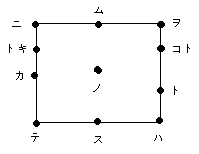
오코토텐

한자의 전후좌우 모서리 등 점을 찍는 위치에 따라 읽는 법(후속 어미)을 표시하는 방법으로 불경을 읽는 승려들에 의하여 보급되었으며, 점차 조정의 학자들에게도 퍼지게 되었다. 가장 오래된 기록은 828년에 편찬된 조지쓰론(成実論)이라는 책에 남아 있다. 학자들의 유파나 시대에 따라 독법에 많은 차이를 보이며, 가나의 보급에 따라 점차 쇠퇴하다가 무로마치 시대 이후에는 쓰이지 않게 되었다. 점토구결과 닮아 있다.

## 훈독법
간분에서는 한문을 일본어 순으로 맞춰 읽기 위하여 오쿠리가나와 가에리텐이라는 두 가지 방법을 사용한다. 이 둘을 합쳐서 군텐(訓点)이라고 한다. 오쿠리가나는 한자 읽기를 짐작할 수 있게 표시해 주는 어미 부분으로서, 평문 일본어의 오쿠리가나의 용법과 비슷하나, 반드시 가타카나를 사용하고, 종서의 경우 오른쪽 해당 한자 하단부에 표시한다.
또한 표기법은 역사적 가나 표기법(歴史的仮名遣い)에 준하기 때문에 구어 표기와 차이점이 많다. 한자가 잘 쓰이지 않는 어려운 글자일 경우, 후리가나를 다는 경우도 있는데, 한자의 후리가나(오쿠리가나 부분 제외)는 히라가나로 쓴다.

### 가에리텐(返り点)
한문의 어순을 일본어 어순으로 바꾸기 위한 되돌려 읽기 부호이다. 세로쓰기의 경우 해당 한자 좌측 한자 하단부에 작게 표시한다.
레텐(レ点)가타카나의 レ와 비슷하게 생겼다 해서 레(レ)텐이라고 부른다. 이 부호가 붙을 경우, 뒤에 나온 글자를 먼저 읽고, 레텐이 붙은 한자로 돌아온다.
예를 들어 登山이란 문장은 '오르다-산'이라는 형식이 되지만, 登レ山처럼 登 아래에 레텐을 붙이면 '산에'를 먼저 읽고, '오르다'를 나중에 읽게 된다.
一二三点레텐이 바로 1글자를 거슬러 읽는 데 반해, 2글자 이상 떨어진 단어를 거슬러 읽을 때 사용하는 부호이다.
一 > 二 > 三의 순서대로 거슬러서 읽는다.
上中下点一二三텐을 두 번 이상 사용해야 할 경우, 혼동을 방지하기 위해 붙이는 부호이다.
읽는 요령이나 순서는 一二三텐과 같다.
甲乙丙点一二三텐과 上中下텐을 사용하고도 혼동의 여지가 있을 때 붙인다.
잘 사용하지 않는다.
덴치진텐(天地人点)一二三텐, 上中下텐, 甲乙丙텐을 모두 사용하고도 혼동의 여지가 있을 때 쓴다.
거의 사용하지 않는다.

## 같이 보기
- 구결